# Garff (sheading)
Pour les articles homonymes, voir Garff.

Carte des sheadings de l’île de Man

Garff est un sheading de l’île de Man.

## Paroisses
Le sheading de Garff comprend quatre paroisses administratives :
- la ville de Ramsey, au nord de la paroisse de Maughold ;
- la paroisse administrative et insulaire de Maughold ;
- le village de Laxey, créé dans l’ancienne paroisse insulaire de Lonan ;
- la paroisse administrative de Lonan contenant le reste de l’ancienne paroisse insulaire homonyme.